# 太白湖
太白湖是位于中国湖北省黄冈市境内的一个淡水湖泊，为黄梅县和武穴市共有。湖泊水域面积44250亩，最大水深4米。